# توسعه و نوسازی صنایع گداختار
گروه توسعه و نوسازی صنایع گداختار، یک شرکت هلدینگ ایرانی است که در سال ۱۳۶۱ در اراک تأسیس شده و به وسیله شرکت‌های تابعهٔ خود، در زمینهٔ ساخت قطعات ریخته‌گری، شیرآلات صنعتی، دستگاه‌های استخراج معادن و تولید فولاد آلیاژی فعالیت می‌کند.
این شرکت بزرگ‌ترین تولیدکننده شیرآلات صنعت نفت، گاز و پتروشیمی در ایران است که شیرآلات صنعتی را با جنس‌های چدنی، کربن استیل، فولاد زنگ نزن، آلومینیوم برنز و غیره تولید می‌کند.
مرکز این هلدینگ در اراک مستقر است و نخستین شرکت ریخته‌گری ایرانی می‌باشد که موفق به کسب گواهینامه ایزو ۹۰۰۲ از DNV شده‌است.
این شرکت به منظور پیشگیری و مقابله با مواد مخدر از طرح یاریگران زندگی در استان مرکزی، محل شروع این مجموعه، حمایت کرده‌است.

## تاریخچه
گروه گداختار، فعالیت خود را در سال ۱۳۶۱ در یک کارگاه توسط مرتضی خلیلی در زمینهٔ ماشین‌کاری آغاز کرد. در سال ۱۳۶۴ در شهرک قطب صنعتی اراک به‌عنوان اولین واحد صنعتی بخش خصوصی، کارگاه تولیدی خود را ایجاد کرد. در سال ۱۳۶۹ با وجود واحد ریخته‌گری مجاور که به ذوب فلزات رنگی در آن زمان می‌پرداخت، طرح اصلاح ساختار شرکت جهت تجهیز امکانات به منظور راه‌اندازی کارخانه ریخته‌گری قطعات فولادی در دستور کارش قرار گرفت و با اخذ مجوز از وزارت صنایع و استفاده از اعتبارات بانکی، با واردکردن کوره‌های القایی و تجهیزات آزمایشگاهی از جمله دستگاه کوانتومتر از انگلستان اقدام کرد و تجهیزات وارداتی در سال ۱۳۷۰ نصب شد و در سال ۱۳۷۱ به بهره‌برداری رسید.
کارخانه ریخته‌گری که بعداً به شرکت صدر فولاد گداختار (GSF) تبدیل شد به‌عنوان اولین فولادریز استان مرکزی در زمینه فولادهای آلیاژی به ویژه فولادهای نسوز، سفارش‌های فولاد مبارکه، ذوب آهن اصفهان و فولاد خوزستان را انجام می‌داد. در سال ۱۳۷۴ شرکت شروع به پیاده‌سازی نظام‌های مدیریت کیفیت و استقرار استاندارد ایزو ۹۰۰۲ کرد و در سال ۱۳۷۵ به‌عنوان اولین شرکت ریخته‌گری ایران گواهینامه ایزو ۹۰۰۲ از مؤسسه DNV هلند را کسب نمود.

## گروه گداختار
گروه گداختار از واحدهای کسب و کار مختلف تشکیل شده‌است. این واحدها عبارتند از:
- GIG برای تولید شیرآلات[۱۰]
- GSF برای خدمات ریخته‌گری[۱۱]
- GPMCO برای خدمات شیرآلات
- PFE برای خدمات EPC
- GIT برای خدمات توسعه کسب و کار

## محصولات و راهکارهای خدماتی تخصصی
- شیر توپی (Ball Valve)
- شیر دریچه‌ای (Gate and Glob Valve)
- شیر بشقابی (Check Valve)
- شیر سماوری (Plug Valve)
- شیر پروانه‌ای (Butterfly Valve)
- شیرآلات ویژه (Special Valve)
- شیر کنترلی با موتور (Motor Operated Valve)[۱۲]

## ناحیهٔ نوآوری انرژی (G EID)
ناحیه نوآوری انرژی یک منطقه علمی و فناوری در منطقه حومه تهران است که به‌عنوان یک منطقه صنعتی مبتنی بر دانش برای شرکت‌های جدید، نوآورانه و پیشرفته در حوزه انرژی در نظر گرفته شده‌است.
طبق برنامه‌ریزی، قرار است نزدیک به ۵۰۰ شرکت فناوری محور و مبتنی بر دانش در این منطقه در طی یک برنامه ۱۰ ساله فعالیت کنند. با سرمایه‌گذاری بیش از ۵۰۰ میلیون دلاری و ایجاد حدود یک میلیون متر مربع زیرساخت فیزیکی، پیش‌بینی می‌شود که بیش از ۲۰٫۰۰۰ شغل تمام‌وقت و گردش مالی سالیانه بیش از ۵ میلیارد دلار در طول این دوره در این منطقه ایجاد شود. جذب خدمات عمومی و رفاهی با کیفیت، امکانات مدرن، ارتباط با کارفرمایان ملی و بین‌المللی، تسهیل صادرات محصولات و خدمات، و امکان تولید برای صادرات از جمله ارزش‌هایی است که قرار است در این منطقه برای اعضا ایجاد شود.
در هفدهمین جلسه شورای پارک علم‌و‌فناوری دانشگاه صنعتی شریف مورخ سه‌شنبه ۹ خرداد ۱۴۰۲ با حضور رسول جلیلی رئیس دانشگاه صنعتی شریف و اعضای شورا، تفاهم‌نامه تبادل و همکاری بین پارک علم‌وفناوری شریف و شرکت توسعه‌ونوسازی صنایع گداختار منعقد شد.

## دانشگاه آینده
دانشگاه آینده پروژهٔ مشترک بین گداختار و دانشگاه اراک است. این پروژه در راستای پیوند دانش تحصیلی و تجربه صنعتی برنامه‌ریزی شده‌است. این دانشگاه با پذیرش سالیانه پنجاه دانشجو در رشته‌های مهندسی مکانیک و مهندسی مواد اقدام به آموزش مشترک صنعت و دانشگاه، ارائهٔ فرصت‌های تحقیقاتی و برگزاری کارآموزی‌ها، نموده‌است.